# Thillois
Thillois är en kommun i departementet Marne i regionen Grand Est (tidigare regionen Champagne-Ardenne) i nordöstra Frankrike. Kommunen ligger i kantonen Reims 1er Canton som tillhör arrondissementet Reims. År 2022 hade Thillois 519 invånare.

## Befolkningsutveckling
Antalet invånare i kommunen Thillois
| Referens: INSEE |